# باب ایگر
رابرت ای "باب" ایگر (به انگلیسی: Robert A. "Bob" Iger) (تولد: ۱۰ فوریه ۱۹۵۱ در نیویورک در ایالات متحده آمریکا) تاجر آمریکایی و رئیس هیئت مدیره و مدیرعامل شرکت والت دیزنی و عضو هیئت مدیره شرکت اپل است.